# Смерть мозку
Смерть мо́зку – це стан, при якому відбувається загибель головного мозку, при цьому за допомогою реанімаційних заходів штучно підтримується функція серця, кровообіг і дихання, що створюють видимість життя.
В даний час під «смертю мозку» розуміють патологічний стан, пов'язаний з тотальним некрозом головного мозку, а також перших шийних сегментів спинного мозку, при збереженні серцевої діяльності та газообміну, забезпечених за допомогою безперервної штучної вентиляції легень.
Смерть мозку може бути обумовлена безліччю причин, у тому числі травмою мозку, інтоксикацією, набряком головного мозку через інші причини.
Некроз перших шийних сегментів обумовлений припиненням кровообігу системою вертебральних артерій.
Фактичним синонімом смерті мозку є поняття «позамежної коми», лікування якої безглуздо. Хворий, у якого констатована смерть мозку, є фактично «живим трупом». У практиці патологоанатомів іноді використовують термін «респіраторний мозок». Стан необхідно відрізняти від хронічного вегетативного стану.

## Критерії смерті мозку

### Сполучені Штати Америки
Згідно з рекомендаціями Комісії при президенті Сполучені Штати Америки, такі ознаки вказують на смерть мозку:

#### Офтальмологічне дослідження
- «Фіксовані зіниці»: відсутність зіниці на світ.
- Відсутність корнеальних рефлексів.
- Відсутність окулоцефалічного рефлексу («лялькові очі»).
- Відсутність ковтального рефлексу.
- Відсутність окуловестибулярного рефлексу (калорична проба з крижаною водою). 60-100 мл крижаної води промивається зовнішній слуховий прохід одного вуха (не проводиться при пошкодженні барабанної перетинки) при голові, піднятій на 30° над горизонтальною площиною ліжка. Смерть мозку виключається, якщо у відповідь на промивання крижаною водою очні яблука повертаються у бік вуха, що промивається. Процедура повторюється з іншого боку через щонайменше 5 хвилин після попереднього обстеження.
- Апное-тест: відсутність спонтанних дихальних рухів при відключенні хворого від апарата штучної вентиляції легень (для визначення функції довгастого мозку). Підвищення парціального тиску СО2 в артеріальній крові веде до підвищення внутрішньочерепного тиску, що, у свою чергу, може викликати герніацію мозку та вазомоторную нестабільність, тому цей тест має проводитися в останню чергу, коли причини смерті мозку очевидні.
- PaCO2 має бути вище 60 mmHg, а відсутність дихання підтверджує діагноз «смерть мозку». Тест не є доказовим у хворих з Хронічна обструктивна хвороба легень | хронічними обструктивними захворюваннями легень і хронічної Серцева недостатність.

Гіпоксемія при проведенні тесту повинна бути виключена (через небезпеку розвитку серцевої аритмії та інфаркту міокарда). Для цього:
- перед процедурою протягом 15 хвилин проводиться вентиляція легких 100% киснем.
- Перед тестом хворий перекладається на штучну вентиляцію легень, що підтримує PaCO2 > 40 mmHg (це вкорочує час проведення тесту і дозволяє з більшою впевненістю уникнути гіпоксемії).
- Протягом проведення тесту повинна проводитися пасивна інгаляція кисню зі швидкістю 6 л/хв через катетер для відсмоктування з трахеостомічна трубка трахеостомічної трубки.
- Починається з нормокапнії, середній час для досягнення рівня РаСО2 = 60 mmHg становить 6 хв (що відповідає класичній швидкості наростання гіперкапнії −3,7 +/ -2,3), іноді необхідно почекати до 12 хв. Тест повинен бути перерваний, якщо:
  - хворий дихає (не відповідає визначенню смерті).
  - розвивається виражена артеріальна гіпотонія.
  - Насичення киснем падає нижче 80%.
  - Розвивається виражена серцева аритмія.

Якщо хворий не дихає, артеріальна кров посилається на визначення газів крові зі звичайними проміжками, незважаючи на причини, що призвели до припинення тесту. Якщо РаСО2 > 60 mmHg і хворий не дихає, тест вважається позитивним. Якщо стан хворого стабільний, визначення газів крові займає лічені хвилини, а РАСО2 < 60mmHg, тест може бути продовжений.

#### Відсутність моторної реакції на сильний, глибокий центральний біль
- Наявність декортикаційних або децеребраційних поз, а також судоми виключають діагноз «смерть мозку».
- Наявність спинальних рефлексів (черевні та кремастерні рефлекси можуть спостерігатися при смерті мозку).

#### Відсутність ускладнюючих діагнозів та симулюючих смерть мозку станів
- Гіпотермія: центральна температура тіла повинна бути більшою за 32°C.
- Дані про потенційно оборотні ендогенні та екзогенні інтоксикації, включаючи медикаментозного та метаболічного походження (барбітурати, бензодіазепіни, мепробамат, метаквалон, трихлороетилен, паралізуючі препарати, печінкова енцефалопатія, гіперосмолярна кома). Якщо є сумніви, необхідно лабораторне дослідження крові та сечі на вміст препаратів.
- Шок (систолічний артеріальний тиск має бути більше 90 mmHg) і аноксія.
- Відразу після реанімації (фіксовані та розширені зіниці можуть бути результатом застосування атропіна).
- Хворі після барбітурової коми (зміст повинен не перевищувати 10 мкг/мл).
- Підтвердження діагнозу смерті мозку (ЕЕГ, церебральна ангіографія, церебральна ізотопна ангіографія, слухові викликані потенціали стовбура мозку не виробляються, але можуть бути визнані доцільними консультуючим терапевтом).
- При великих ураженнях головного мозку через незворотні патологічні процеси (масивний крововилив у мозок тощо) деякі експерти можуть встановлювати діагноз смерті мозку на підставі одноразового обстеження та підтвердження клінічними підтверджуючими тестами.
- При безперечних незворотних, клінічно встановлених станах та використанні клінічних підтверджуючих тестів через 6 годин.
- При безперечних незворотних, клінічно встановлених станах та за відсутності клінічних підтверджуючих тестів через 12 годин.
- При неточному клінічному діагнозі і при відсутності клінічних підтверджуючих тестах — 12-24 години.
- При аноксичному пошкодженні мозку як причині смерті мозку - 24 години, але період спостереження може бути скорочений при визначенні припинення мозкового кровотоку.

## Клінічні підтверджуючі дослідження

### Церебральна ангіографія
Наразі застосовується рідко через дорожнечу, необхідність транспортування до рентгенологічного відділення, залучення висококваліфікованих працівників, витрати часу та потенційну небезпеку пошкодження органів, призначених для пересадки. Візуалізація відсутності мозкового кровотоку, несумісного із життям мозку на ангіографії 4 мозкових судин, є Золотим стандартом смерті мозку.

### Електроенцефалографія — ЕЕГ
Може бути проведена біля ліжка хворого. Потребує участі кваліфікованого фахівця — інтерпретатора. Чи не визначає активність стовбура мозку. Електромозкова тиша (electrocerebral silence - ECS) не виключає можливості оборотної коми. Необхідне продовження спостереження за хворим щонайменше 6 годин після визначення ECS. ЕЕГ може бути використана для уточнення діагнозу смерті мозку у хворих, які достовірно виключені: медикаментозна інтоксикація, гіпотермія або шок.
Визначення електроцеребральної тиші на ЕЕГ ґрунтується на відсутності електричної активності > 2 мікровольт за таких умов:
- Записуючі електроди зі скальпу та нейтральні (referential) електроди повинні знаходитися на відстані більше 10 см
- Запис проведено з 8 електродів на скальпі та одному на вусі
- Опір між електродами менше 10 000 Ом (або імпеданс менше 6 000 Ом), але більше 100 Ом
- Чутливість (Sensitivity) 2 мкВ/мм
- Константи часу для частин запису 0,3-0,4 сек (time constants for part of recording)
- Відсутність реакції на стимули (біль, шум, світло)
- Запис більше 30 хв
- Повторне дослідження у сумнівних випадках
- Кваліфікований технік та електроенцефалографіст з досвідом роботи у відділеннях інтенсивної терапії
- Передача ЕЕГ телефоном неприпустима.

### Церебральна радіоізотопна ангіографія — Cerebral Radionuclid Angiogram (CRAG)
Може бути виготовлена на ліжку з використанням звичайної сцинтиляційної камери з коліматором низької енергії. Може бути неефективною за наявності мінімального мозкового кровотоку, особливо стовбура мозку, тому рекомендовано продовжити спостереження протягом 6 годин, якщо ясні дані про масивне пошкодження мозку (травма, крововилив) та інші ускладнення відсутні. Обстеження проводиться досвідченим інтерпретатором.
Може бути використаний для діагностики смерті мозку при таких станах:
- За наявності ускладнюючих діагностику станів - гіпотермія, інтоксикація медикаментами (хворі, виведені з барбітурової коми), метаболічні порушення.
- У хворих з масивною лицьовою травмою, коли офтальмологічне дослідження утруднене або сумнівне.
- У хворих з тяжким хронічним обструктивним захворюванням легень (COPD) або з хронічною серцевою недостатністю (CHF), коли апное-тест не може вважатися достовірним.
- Для укорочення періоду спостереження, особливо коли стоїть питання про пересадки органів.

Техніка проведення:
- Сцинтиляційна камера поміщається над головою та шиєю у передньо-задній проекції
- Вводиться 20-30 mCi 99m Tc мічений альбумін або пертехнетат в об'ємі 0,5-1,5 мл у периферичну або центральну вену з подальшим введенням 30 мл фізіологічного розчину.
- Проводиться серія динамічних знімків із 2-секундним інтервалом протягом 60 сек.
- Потім проводиться статистичний аналіз зображень по 400 000 counts у передньо-задній і потім у бічній проекції.
- Якщо обстеження необхідно повторити з причин сумнівності результатів або невідповідності діагнозу смерті мозку, це можливо через 12-годинний інтервал, необхідний для видалення ізотопу з циркулюючої крові.

Дослідження підтверджує, що смерть мозку демонструє відсутність кровотоку в сонних артеріях на підставі черепа, відсутність заповнення басейнів середньої та передньої мозкової артерій (при смерті мозку може спостерігатися затримана та справжня візуалізація синусів твердої мозкової оболонки). Відсутність «ефекту канделлабра» вказує на відсутність мозкового кровотоку над основою мозку.

## Смерть мозку та трансплантологія
Визначення моменту смерті мозку вкрай важливо для трансплантології, так як тільки після неї виникає право на вилучення органів і (або) тканин для їх трансплантації. При цьому пізня, через 30-40 хвилин, реєстрація смерті сприяє тому, що розвиток аутолітичних і гіпоксія процесів роблять органи і тканини померлої людини непридатними для пересадки, яка може врятувати життя іншої людини. З іншого боку, можлива і недобросовісна поведінка реаніматологів щодо змови з трансплантологами.

## Смерть мозку та релігія

### Смерть мозку у християнстві
Католицька церква вважає припинення діяльності кори головного мозку критерієм визначення смерті людини.
У православної церкви відсутня однозначна думка у тому, чи є смерть мозку за умови функціонування інших систем організму основою констатації факту смерті людини. Смерть у православ'ї на основі Священного Письма розуміється як розлучення душі від тіла (Пс 145:4; Лк 12:20). Так, богослов В. В. Зеньківський пише, що «руйнування тіла забирає від душі основу її життя (немає мозку, нервової системи, через які душа отримує матеріал для життя)». Тому штучна підтримка життєдіяльності організму вважається доцільною лише тоді, коли існує надія на продовження життя та функціонування організму як цілого. З цієї причини після смерті мозку дозволяється зупиняти штучну вентиляцію легень.

### Смерть мозку в ісламі
У багатьох ісламських країнах діє концепція смерті головного мозку як критерію визначення факту смерті організму і після неї можна припиняти інтенсивну терапію. Це рішення ґрунтується на результатах роботи Третьої міжнародної конференції ісламських юристів (1986 рік) та Четвертої сесії Ради ісламської академії юриспруденції (1988 рік), які дозволили вилучення органів у людини після смерті мозку.

### Смерть мозку в юдаїзмі
В юдаїзмі з цього питання консенсус не досягнуто. Існує багато точок зору, з яких головні три:
Думка, що вся справа в діяльності серця. На цій точці зору, пересадка серця може виявитися вбивством і донора, і приймаючого, тому що з них виймають серце, що б'ється.
1. Думка, що все життя в мозку, тому поки не очевидно, що весь мозок розклався, залишається можливість, що людина жива.
2. Смерть мозкового стовбура визнається за мозкову смерть, еквівалентну талмудическому казусу про негайну смерть при декапітації[8]. Ізраїльський раввинат підтримав цю точку зору, і готується законопроект, що мозкова смерть констатуватиметься комісією з незалежних від пересадки органів лікарів, юристів та спеціально підготовлених представників равінату для рабинського нагляду.

## Лікування смерті мозку
Лікування смерті мозку на даному етапі розвитку медицини неможливе. У 2016 році американськими вченими розпочато дослідження з відновлення діяльності мозку після його смерті, із застосуванням сучасних біомедичних технологій.
Іноді можливе відновлення стану глибокої коми, анамнез якої багато в чому схожий на смерть мозку. За допомогою стимуляції головного мозку електричними імпульсами розглядають варіант лікування подібних станів вегетативний стан.